# Contentmanagementframework
Een contentmanagementframework (CMF) is een application programming interface voor het creëren van een op maat gemaakt contentmanagementsysteem (CMS). Hieronder een overzicht van de belangrijkste contentmanagementframeworks.
| Naam                              | Technologie                                                                 |
| --------------------------------- | --------------------------------------------------------------------------- |
| Aiki Framework                    | PHP plus MySQL (LAMP)                                                       |
| Alfresco                          | Java                                                                        |
| ALPHA Framework                   | PHP en MySQL                                                                |
| Apache Jackrabbit                 | Java                                                                        |
| Apache Lenya                      | Java, Apache Cocoon                                                         |
| Apache Sling                      | Java, JSP, ECMAScript                                                       |
| appRain                           | PHP5 en MySQL                                                               |
| ArcaCMF                           | PHP5 en MySQL                                                               |
| AxKit                             | Perl                                                                        |
| Catalyst                          | Perl                                                                        |
| CGI::Application                  | Perl                                                                        |
| CherryPy                          | Python                                                                      |
| CodeIgniter                       | PHP en MySQL                                                                |
| Cotonti                           | PHP5 en MySQL                                                               |
| Cuyahoga                          | ASP.NET en MySQL, PostgreSQL, MS SQL (gebaseerd op NHibernate)              |
| Diem                              | PHP, Symfony, Doctrine, MySQL/PostgreSQL                                    |
| Django-CMS                        | Python, Django en MySQL/PostgreSQL                                          |
| Drupal                            | PHP en MySQL/MariaDB/PostgreSQL/SQLite                                      |
| Exponent CMS                      | Een MVC-framework gebruik makend van PHP en MySQL                           |
| eZ Publish                        | PHP4, PHP5, MySQL, PostgreSQL, Oracle, MS SQL Server                        |
| FeinCMS                           | Python, Django en MySQL/PostgreSQL                                          |
| Jakarta Slide (Ten ruste)         | Java                                                                        |
| Joomla!                           | PHP en MySQL                                                                |
| Jumper 2.0                        | PHP en MySQL                                                                |
| Mambo                             | PHP en MySQL                                                                |
| Maypole                           | Perl                                                                        |
| Midgard                           | GLib, D-Bus, PHP, Python en MySQL                                           |
| MODx CMS                          | PHP 4.1.x-5 en MySQL 3.2x-5                                                 |
| OpenACS                           | AOLserver en PostgreSQL of Oracle                                           |
| phpXCore                          | PHP en MySQL                                                                |
| Pier                              | Smalltalk en Seaside                                                        |
| Pimcore                           | PHP en MySQL                                                                |
| Plone                             | Python                                                                      |
| RIFE                              | Java                                                                        |
| Seagull                           | PHP4, PHP5, werkt met MySQL, Oracle of PostgreSQL                           |
| SilverStripe (Sapphire framework) | PHP5, werkt met MySQL, PostgreSQL, Microsoft SQL Server                     |
| TangoCMS                          | PHP5 en MySQL                                                               |
| TwoKIWI                           | PHP en MySQL                                                                |
| TYPO3                             | PHP en MySQL                                                                |
| Umbraco                           | .NET Framework, werkt met MSSQL, VistaDB, met XSLT of .NET UserControls     |
| Microsoft SharePoint Server       | .NET Framework, werkt met Microsoft SQL Server of Windows Internal Database |
| Microsoft SharePoint Foundation   | .NET Framework, werkt met Microsoft SQL Server of Windows Internal Database |
| WordPress                         | PHP en MySQL                                                                |
| Xaraya                            | PHP en MySQL                                                                |
| XOOPS                             | PHP en MySQL                                                                |